# Filmes de 1955 da RKO Pictures

## A RKO em 1955

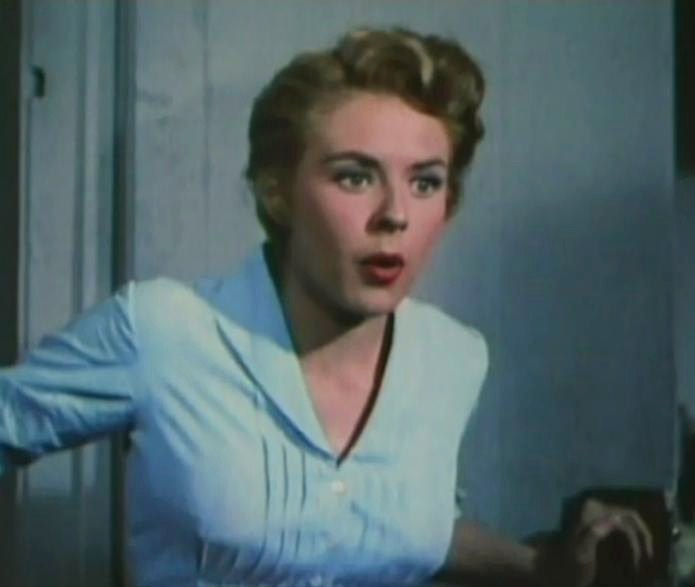
Mala Powers em Rage at Dawn, último dos cinco faroestes de Randolph Scott na RKO. No enredo familiar, Scott é um agente que se disfarça de ladrão de trens para prender uma gangue. O roteiro, baseado em história de Frank Gruber, foi escrito por Horace McCoy.

Em julho Howard Hughes vendeu a RKO Pictures novamente, desta vez para a General Teleradio Incorporated, subsidiária da poderosa General Tire and Rubber Company. A General Teleradio possuía seis estações de televisão e comprou o estúdio para poder exibir seu catálogo no novo veículo e, talvez, negociá-lo com outras estações. Para acalmar os pessimistas, o presidente Tom O'Neil assegurou que a RKO voltaria a seus dias de glória, isto é, aos dias anteriores a Hughes, quando era ativa e competitiva.
Para o lugar de James R. Grainger na presidência, foi escolhido Daniel T. O'Shea, vindo da Columbia Broadcasting System, mas que já trabalhara na RKO na década de 1930. A vice-presidência de produção foi entregue a William Dozier, que fora assessor de Charles Koerner nos anos dourados do estúdio, na década precedente. Departamentos foram reativados, empregados demitidos foram chamados de volta e da fusão da General Teleradio Incorporated com a RKO Radio Pictures Incorporated nasceu uma nova corporação, a RKO Teleradio Pictures Incorporated, com Tom O'Neil na presidência. A RKO Radio Pictures agora era uma divisão dentro dessa corporação.
No final do ano, a RKO Teleradio cedeu à C & C Corporation os direitos de exibição na TV nos Estados Unidos e Canadá de 740 produções de seu acervo, pelos quais recebeu  15 milhões de dólares. Reteve para si, no entanto, os direitos nas seis cidades onde possuía estações (Nova Iorque, Los Angeles, Boston, Memphis, Hartford e West Palm Beach. Por outro lado, Underwater!, uma aventura submarina, foi o primeiro filme do estúdio lançado em Superscope, uma resposta ao Cinemascope, o sistema de tela larga lançado dois anos antes pela 20th Century-Fox.
A RKO lançou 14 filmes em 1955. A única indicação ao Oscar foi concedida ao curta-metragem No Hunting, um produto dos Estúdios Disney, cuja distribuição pelo estúdio havia sido acertada antes do fim do acordo entre as duas partes, no ano anterior.

## Prêmios Oscar
Vigésima oitava cerimônia, com os filmes exibidos em Los Angeles no ano de 1955.
| Filme      | Indicações                        | Premiações |
| ---------- | --------------------------------- | ---------- |
| No Hunting | Melhor Curta-Metragem de Animação | ---        |

## Os filmes do ano
| Título original              | Título PT/BR               | Título PT/PT                 | Astros                            | Diretor            |
| ---------------------------- | -------------------------- | ---------------------------- | --------------------------------- | ------------------ |
| The Americano                |                            | O Americano                  | Glenn Ford, Frank Lovejoy         | William Castle     |
| Bengazi                      | Terras Escaldantes         | Bengazi                      | Richard Conte, Victor McLaglen    | John Brahm         |
| Escape to Burma              | Selvas Indomáveis          | Os Rubis do Príncipe Birmano | Barbara Stanwick, Robert Ryan     | Allan Dwan         |
| Naked Sea                    |                            |                              | Documentário                      | Allen H. Miner     |
| Pearl of the South Pacific   | A Sereia dos Mares do Sul  | A Pérola do Pacífico         | Virginia Mayo, Dennis Morgan      | Allan Dwan         |
| Quest for the Lost City      |                            |                              | Documentário                      | Dana Lamb          |
| Rage at Dawn                 | Homens Que São Feras       | Ataque ao Amanhecer          | Randolph Scott, Mala Powers       | Tim Whelan         |
| Son of Sinbad                | O Filho de Simbad          | O Filho de Sinbad            | Dale Robertson, Sally Forrest     | Ted Tetzlaff       |
| Tarzan's Hidden Jungle       | Tarzan na Selva Misteriosa |                              | Gordon Scott, Vera Miles          | Harold D. Schuster |
| Tennessee's Partner          | A Audácia É Minha Lei      | Rivalidade                   | John Payne, Ronald Reagan         | Allan Dwan         |
| Texas Lady                   | O Drama de uma Consciência | A Dama Valente               | Claudette Colbert, Barry Sullivan | Tim Whelan         |
| The Treasure of Pancho Villa | O Tesouro de Pancho Villa  | O Tesouro de Pancho Villa    | Rory Calhoun, Shelley Winters     | George Sherman     |
| Underwater!                  | Alforge do Diabo           | O Tesouro Submarino          | Jane Russell, Gilbert Roland      | John Sturges       |
| Wakamba!                     |                            |                              | Documentário                      | Edgar M. Queeny    |